# Budapesti 1. sz. országgyűlési egyéni választókerület
A budapesti 1. sz. országgyűlési egyéni választókerület egyike annak a 106 választókerületnek, amelyre a 2011. évi CCIII. törvény Magyarország területét felosztja, és amelyben a választópolgárok egy-egy országgyűlési képviselőt választhatnak. A választókerület nevének szabványos rövidítése: Budapest 01. OEVK. Székhelye: Budapest V. kerülete 

## Területe
A választókerületet az alábbiak szerint határozza meg a törvény:
1. Az I. kerület teljes területe, amelynek határa: A Duna középvonalától a Csalogány utcán halad a Széna térig, a Széna tér délkeleti oldalán a Vérmező útig, ezen végig az Attila útig, innen a Krisztina körúton, majd az Alkotás utcán a Márvány utcáig, a Márvány utcán tovább a Győri útig, a Győri úton, majd az Avar utcán és az Alsóhegyi utcán a Somlói útig, ezen, majd a Mihály utcán a Gyula utcáig, a Gyula utcán a Számadó utcáig, majd a Számadó utcán a Szirtes útig, a Szirtes úton a Citadella csúcsáig és innen a Duna középvonalára vont merőleges vonalon a Duna közepéig, a középvonalon észak felé a kiindulási pontig körbezárt terület.
2. Az V. kerület teljes területe, amelynek határa: A Duna középvonalától a Margit hídon és a Jászai Mari téren át a Szent István körúton halad a Nyugati térig, majd a téren át ennek nyugati oldalán és a Bajcsy-Zsilinszky úton a Deák Ferenc térig, a Deák Ferenc téren át a Károly körúton a Kossuth Lajos utcáig, majd a Múzeum körúton át a Kálvin térig, a Kálvin tér nyugati oldalán az épületek vonalán a Vámház körútig, a Vámház körúton és ennek folytatásában a Fővám téren és a Szabadság hídon át a Duna középvonaláig, innen a Duna középvonalán a kiindulási pontig körbezárt terület.
3. A VIII. kerület választókerülethez tartozó részének határa: A Kálvin tér északkeleti oldalán az Üllői útig, az Üllői úton a József körútig, a József körút páratlan házszámozású oldalán haladva a Rákóczi útig, majd a Rákóczi úton a Múzeum körútig, ezen át a Kálvin téri kiindulási pontig körbezárt terület.
4. A IX. kerület választókerülethez tartozó részének határa: A Kálvin tér északkeleti, majd nyugati oldalán az épületek vonalán a Vámház körútig, a Vámház körút páratlan házszámozású oldalán a Fővám térig, és ennek folytatásában a Szabadsághíd dunai középvonaláig, erre merőlegesen a Duna középvonalát követve déli irányban a Dandár utca, valamint folytatásában a Dandár köz páros házszámozású oldalának Dunára merőleges elméleti meghosszabbításának metszéspontjáig, a Dandár köz, majd a Dandár utca és a Thaly Kálmán utca páros házszámozású oldalán az Üllői útig, az Üllői úton a kiindulási pontig körbezárt terület.

## Országgyűlési képviselője
| Név          | Párt                                         | Párt          | Terminus    | Megjegyzés                                   |
| ------------ | -------------------------------------------- | ------------- | ----------- | -------------------------------------------- |
| Rogán Antal  |                                              | Fidesz-KDNP   | 2014 – 2018 | A 2014-es országgyűlési választás eredménye: |
| Csárdi Antal |                                              | LMP/Független | 2018 –      | A 2018-as országgyűlési választás eredménye: |
| Csárdi Antal | A 2022-es országgyűlési választás eredménye: | LMP/Független | 2018 –      |                                              |

## Demográfiai profilja
| Iskolai végzettség                | Iskolai végzettség               | Iskolai végzettség | Iskolai végzettség | Iskolai végzettség |
| --------------------------------- | -------------------------------- | ------------------ | ------------------ | ------------------ |
|                                   |                                  |                    |                    | fő                 |
| Általános iskolát nem végezte el  | Általános iskolát nem végezte el |                    | 544                | 544                |
| Általános iskola                  | Általános iskola                 |                    | 4887               | 4887               |
| Szakmunkás                        | Szakmunkás                       |                    | 4361               | 4361               |
| Érettségi                         | Érettségi                        |                    | 22598              | 22598              |
| Diploma                           | Diploma                          |                    | 37675              | 37675              |
| A 2022. évi népszámlálás szerint. |                                  |                    |                    |                    |

A budapesti 1. sz. választókerület lakónépessége 2022. október 1-jén 79 138 fő volt. A 2011-es és a 2022-es népszámlálás között 9889 fővel csökkent a választókerület lakosság száma. A választókerületben a korösszetétel alapján a legtöbben a fiatal felnőttek élnek 29 281 fővel, míg a legkevesebben a gyermekek 9073 fővel. A választókerület lakosságának a 92,5%-nál van internet elérési lehetőség.
A legmagasabb befejezett iskolai végzettség szerint a diplomával rendelkezők élnek a legtöbben 37 675 fő, utánuk a következő nagy csoport az érettségizettek 22 598 fővel.
Gazdasági aktivitás szerint a lakosság több mint a fele foglalkoztatott 44 812 fő, második legjelentősebb csoport az inaktív keresők, akik főleg nyugdíjasok 15 397 fővel.
A választókerület legjelentősebb nemzetiségi csoportja a német 1302 fő, illetve az ukrán 478 fő. Magyar állampolgársággal nem rendelkező külföldi állampolgárok aránya 14,9%.
Vallási összetétel szerint a választókerületben lakók legnagyobb vallása a római katolikus (16 330 fő), valamint jelentős közösség még a reformátusok (4882 fő). A vallási közösséghez nem tartozók száma szintén jelentős (11 545 fő), a választókerületben a második legnagyobb csoport a római katolikus vallás után.

## Országgyűlési választások
| Párt                                                        | Párt                      | Jelölt                 | Szavazatok | %     | ± %  |
| ----------------------------------------------------------- | ------------------------- | ---------------------- | ---------- | ----- | ---- |
|                                                             | Egységben Magyarországért | Csárdi Antal           | 21 778     | 48,47 | 6,65 |
|                                                             | Fidesz-KDNP               | Böröcz László          | 19 144     | 42,60 | 0,79 |
|                                                             | MKKP                      | Hotz Antal             | 1975       | 4,40  | 1,32 |
|                                                             | Mi Hazánk                 | Szikora István         | 1229       | 2,75  | Új   |
|                                                             | MEMO                      | Murányi Gergely        | 543        | 1,26  | Új   |
|                                                             | Normális Párt             | Swierkiewicz Larion    | 186        | 0,43  | Új   |
|                                                             | Munkáspárt-ISZOMM         | Simon György           | 79         | 0,18  | Új   |
| Megjelent                                                   | Megjelent                 | Megjelent              | 45 391     | 75,96 | 0,72 |
| Választópolgárok száma                                      | Választópolgárok száma    | Választópolgárok száma | 59 754     | 100   | 5,95 |
| Az LMP az ellenzéki összefogás részeként tartja a körzetet. |                           |                        |            |       |      |

| Párt                                         | Párt                   | Jelölt                 | Szavazatok | %     | ± %   |
| -------------------------------------------- | ---------------------- | ---------------------- | ---------- | ----- | ----- |
|                                              | LMP                    | Csárdi Antal           | 23 345     | 48,73 | 35,08 |
|                                              | Fidesz-KDNP            | Hollik István          | 20 031     | 41,81 | 3,48  |
|                                              | Jobbik                 | Losonczy Pál           | 3060       | 6,39  | 1,45  |
|                                              | MKKP                   | Horváth András         | 1474       | 3,08  | Új    |
| Megjelent                                    | Megjelent              | Megjelent              | 48 714     | 76,68 | 5,16  |
| Választópolgárok száma                       | Választópolgárok száma | Választópolgárok száma | 63 531     | 100   | 5,45  |
| Az LMP elnyeri a körzetet a Fidesz-KDNP-től. |                        |                        |            |       |       |

| Párt                                | Párt                   | Jelölt                 | Szavazatok | %     |
| ----------------------------------- | ---------------------- | ---------------------- | ---------- | ----- |
|                                     | Fidesz-KDNP            | Rogán Antal            | 21 503     | 45,29 |
|                                     | Összefogás             | Kerék-Bárczy Szabolcs  | 15 459     | 32,56 |
|                                     | LMP                    | Schiffer András        | 6482       | 13,65 |
|                                     | Jobbik                 | Hegedűs Lóránt Gézáné  | 3713       | 7,82  |
|                                     | Szociáldemokraták      | Szöllősi Istvánné      | 321        | 0,68  |
| Megjelent                           | Megjelent              | Megjelent              | 48 056     | 71,52 |
| Választópolgárok száma              | Választópolgárok száma | Választópolgárok száma | 67 192     | 100   |
| A Fidesz-KDNP nyeri meg a körzetet. |                        |                        |            |       |

## Ellenzéki előválasztás – 2021
| Frakció                            | Frakció         | Jelölő szervezetek                         | Jelölt           | Szavazatok | %   |
| ---------------------------------- | --------------- | ------------------------------------------ | ---------------- | ---------- | --- |
|                                    | LMP             | LMP, DK, Jobbik, MSZP, Párbeszéd, ÚK, ÚVNP | Csárdi Antal     | 5437       | 60  |
|                                    | Momentum        | Momentum, MMM                              | Gelencsér Ferenc | 3625       | 40  |
| Összes szavazat                    | Összes szavazat | Összes szavazat                            | Összes szavazat  | 9062       | 100 |
| Csárdi Antal nyeri meg a körzetet. |                 |                                            |                  |            |     |